# Martha Williams
Martha E. Williams (21 de septiembre de 1934 - 5 de julio de 2007) fue una documentalista e informatóloga estadounidense, pionera en el desarrollo de bases de datos en línea.

## Biografía
Martha Williams nació en Chicago (EE. UU.). Aunque estudió química y se doctoró en filosofía por la Universidad de Chicago, pronto se inclinó por el campo de la Información y Documentación Científica. Fue profesora de ciencia de la Información en la Universidad de Illinois en Urbana-Champaign en donde trabajó en el desarrollo de las bases de datos en línea.
Williams fundó el directorio Computer-Readable Databases (CRD) que fue comprado en 1987 por la editorial especializada en directorios Gale, y que en 1991 compró a Carlos Cuadra el Directory of Online Databases (DOD), formando el coloso Gale Directory of Databases (GDD) en el que Williams elaboraría un valioso informe donde mostraría una visión general sobre el mundo de las bases de datos, apoyado en un completo estudio estadístico. Analiza las bases de datos según su distribución geográfica y situación del productor, es decir, si son instituciones gubernamentales, empresas, centros de documentación, etc. quienes las elaboran y actualizan. Describe como estas bases están diseñadas: cuantos campos se componen, la representación de la información, temas y descriptores, autores intelectuales... También analiza sus métodos de acceso y distribución. El muestreo estadístico consta de un arco temporal desde 1975 a 1999, con una población de 11.681 bases de datos en funcionamiento y 1.831 bases de datos que dejaron de existir.
Además, también fundó la revista electrónica Online Review y la entidad Information Market Indicators. Durante muchos años, fue editora de la revista científica Annual Review of Information Science and Technology. En 1988 fue presidenta de la American Society of Information Science and Technology.
En 1984 recibió el Premio ASIST al Mérito Académico junto a Joseph Becker.
Falleció en 2007 en su casa de Port Washington, en el estado de Wisconsin.